# 阿苏克卡德埃纳雷斯
阿苏克卡德埃纳雷斯，是西班牙卡斯蒂利亚-拉曼恰瓜达拉哈拉省的一个市镇。总面积20平方公里，总人口20673人（2001年），人口密度1034人/平方公里。